# Schloss Nový Hrad

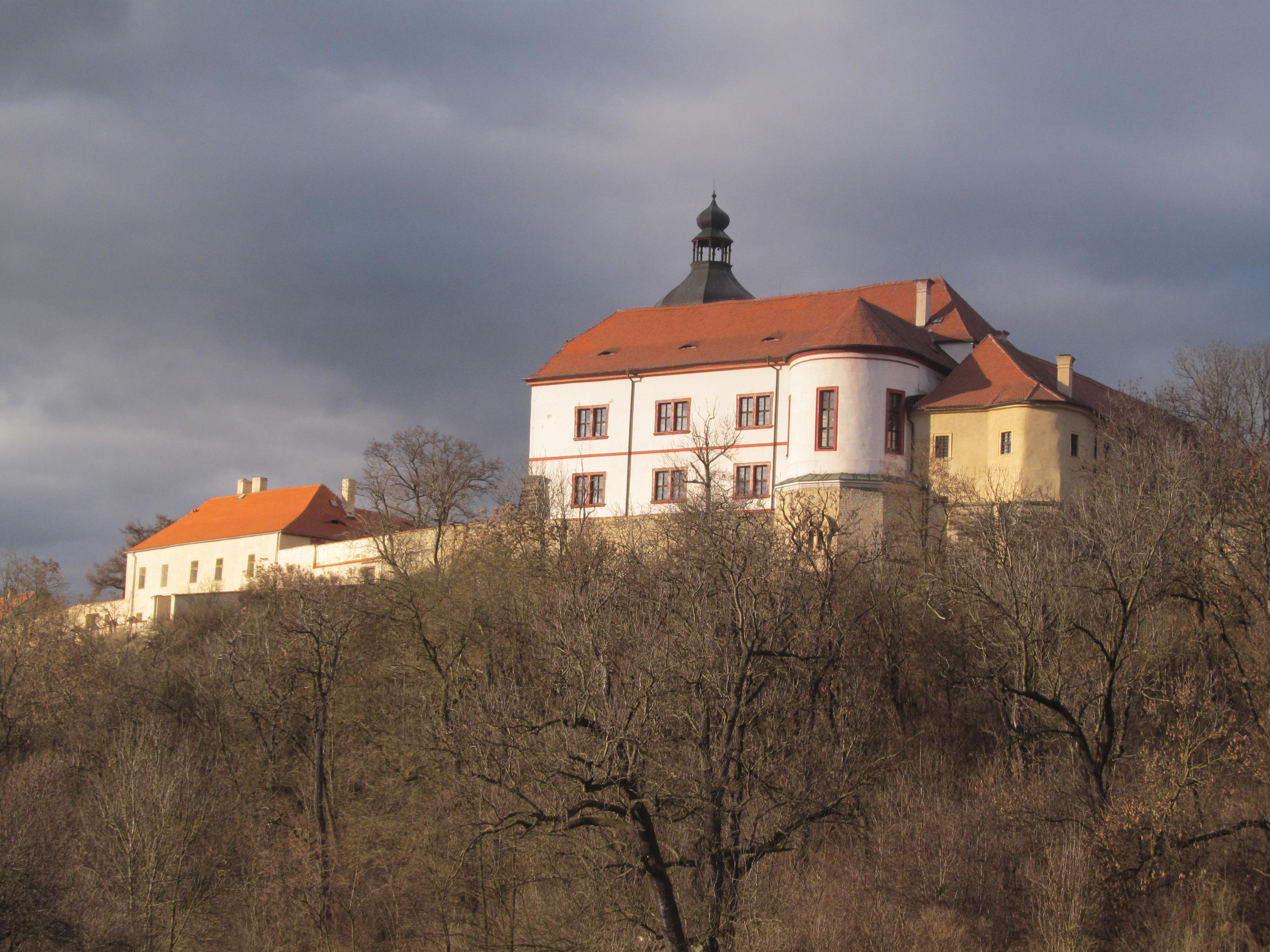
Schloss Nový Hrad

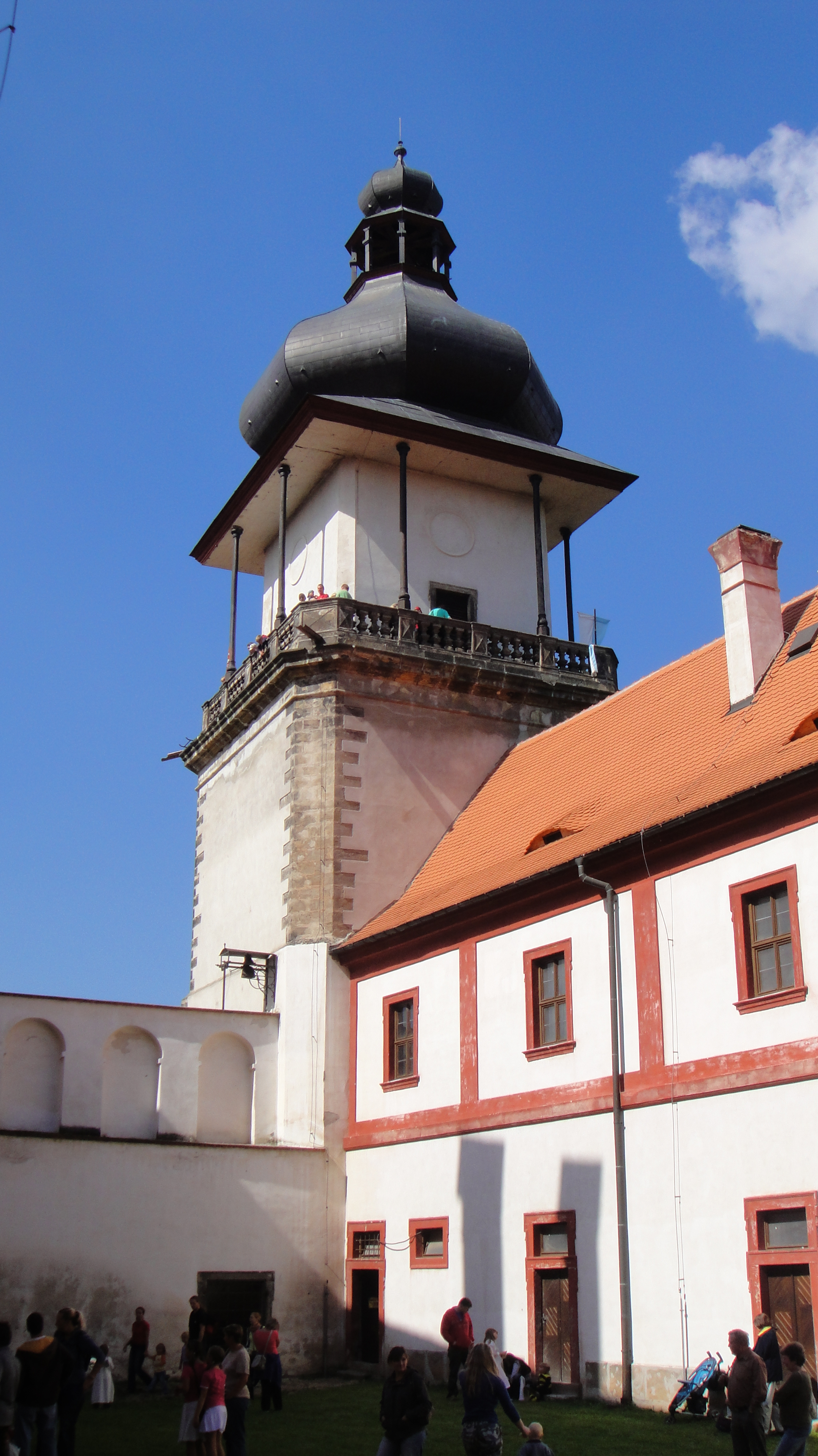
Schlossturm

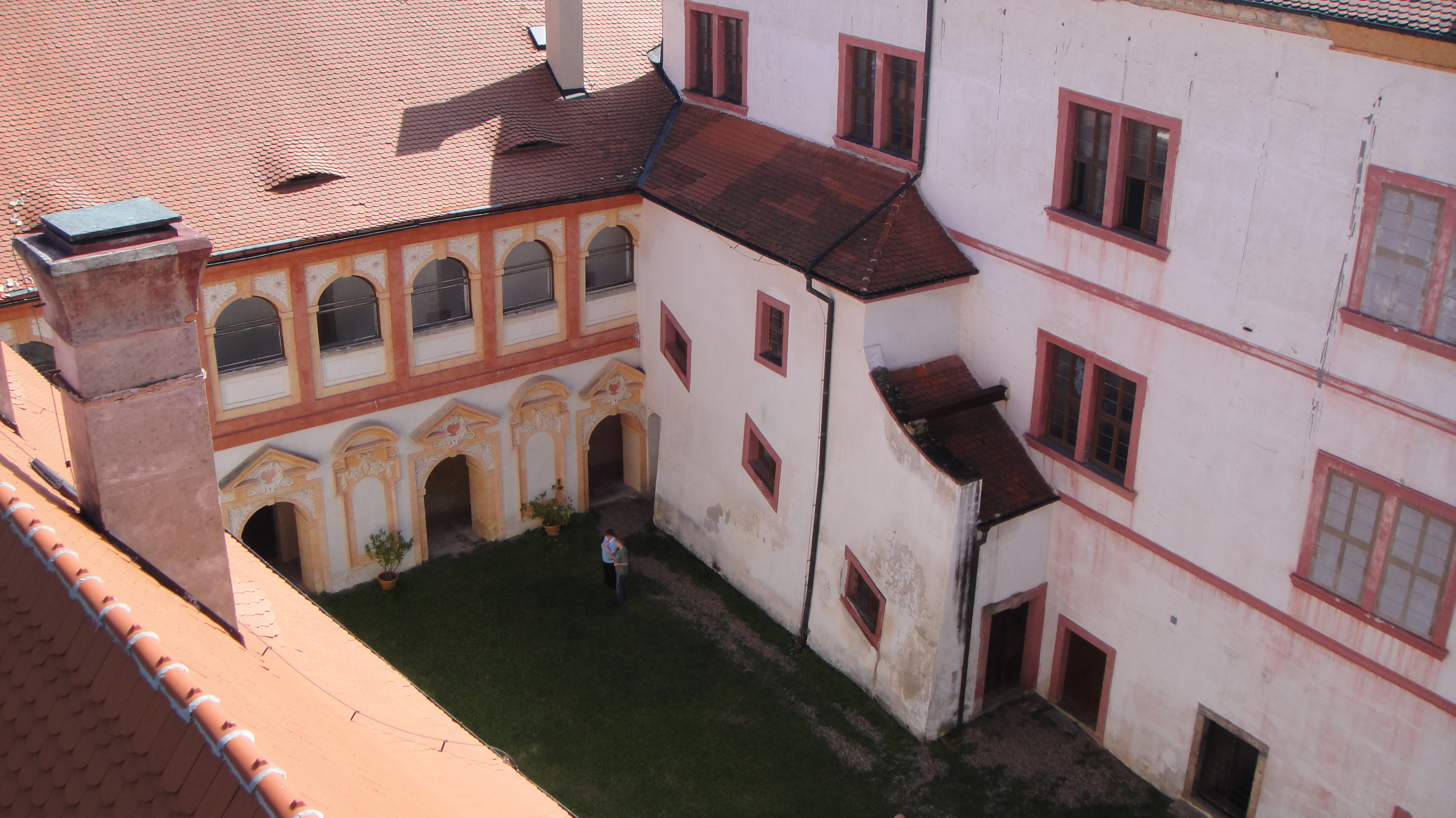
Dritter Innenhof

Das Schloss Nový Hrad (deutsch Neuschloß) befindet sich in der Gemeinde Jimlín im Okres Louny in Tschechien. Der heutige Renaissancebau entstand als eine der letzten gotischen Burgen Böhmens.

## Geographie
Das Schloss befindet sich sechs Kilometer südwestlich von Louny zwischen den Ortschaften Jimlín und Zeměchy in der Ansiedlung Nový Hrad auf einem Hügel gegenüber einer Flussschleife des Baches Hasina.

## Geschichte
Im 14. Jahrhundert errichtete der Ritter Záviš von Jimlín auf dem Hügel eine neue steinerne Feste. Nachdem 1453 das Geschlecht von Jimlín erlosch, fiel deren Erbe Albrecht Bezdružický von Kolowrat zu. Zu dieser Zeit war die Feste nicht mehr bewohnt und stark baufällig. Albrecht von Kolowrat vereinte die Herrschaft Jimlín mit seiner Herrschaft Opočno. Sitz der Herrschaft blieb die Feste Opočno. Albrecht von Kolowrat beabsichtigte, an Stelle der alten Feste Jimlín eine prunkvolle gotische Burg als seinen Sitz zu errichten. Am 2. Mai 1465 erteilte ihm König Georg von Podiebrad die Genehmigung. 1474 war der Bau vollendet und Albrecht von Kolowrat verlegte den Sitz auf die Burg Nowyhrad. Er und seine Nachkommen führten fortan das Prädikat Nowohradsky-Kolowrat (tschechisch Novohradský z Kolovrat). In der Umgebung von Jimlín ließen die Herren von Kolowrat zahlreiche Fischteiche anlegen. Die Linie der Nowohradsky-Kolowrat erlosch 1802, die Herrschaft Nowyhrad gehörte 120 Jahre zu ihren Besitzungen. 1572 wurde das Gut Hřivice der Herrschaft einverleibt. 1573 verkaufte Wolf Nowohradsky-Kolowrat die Burg Nowyhrad an Johann d. Ä. Popel von Lobkowitz. Dieser setzte den von seinem Vorgänger begonnenen Umbau zu einem Renaissanceschloss fort.
1580 verkaufte er die Herrschaft an Václav Franěk von Liběchov. Von ihm erwarb sie 1588 Sebastian Vřesovec von Vresovice. 1602 wurde das Gut Netluk an die Herrschaft angeschlossen. Nach der Schlacht am Weißen Berg wurde die dem Aufständischen Wolf d. Ä. von Vřesovice gehörige Herrschaft konfisziert und 1623 von der Hofkammer an den kursächsischen Generalwachtmeister Wolf Ilburg von Wresowitz verkauft. Von ihm erwarb 1630 Johann von Aldringen die Burg mit allem Zubehör. Entsprechend Johann von Aldringens testamentarischer Verfügung fiel Nowyhrad nach dem Tode des Heerführers bei Landshut 1634 dem Prämonstratenserkloster Strahov zu. Während des Dreißigjährigen Krieges war das Schloss in den Jahren 1623 und 1647 von verschiedenen Truppen und 1639 von aufständischen Untertanen ausgeplündert worden. Die Herrschaft war in den Kriegswirren verödet und das Schloss verwüstet. Die Prämonstratenser sahen sich nicht in der Lage, die Wiederherstellung zu finanzieren und 1651 verkaufte der Abt Caspar von Questenberg die dabei erstmals als Neuschloß bezeichnete Herrschaft an Christian Wilhelm von Brandenburg. Dieser ließ das Schloss wieder herrichten und die Schlosskapelle errichten. Sein Erbe Friedrich Wilhelm setzte ab 1665 die Arbeiten fort. 1670 erwarben Gustav Adolph von Varrensbach und seine Frau Marie Sidonie, geborene Schlick, das Schloss und ließen barocke Umbauten vornehmen. 1715 kaufte Anna Barbara von Löwenegg die aus fünf Höfen und neun Dörfern bestehende Herrschaft. Während des Siebenjährigen Krieges wurde die Herrschaft 1757 von preußischen Truppen heimgesucht.
Im Jahre 1767 erwarb Joseph I. zu Schwarzenberg Neuschloß. Er ließ das Schloss, das fortan nicht mehr als Herrschaftssitz diente, sondern als Wirtschafts- und Verwaltungszentrum genutzt wurde, rekonstruieren. Während der Napoleonischen Kriege wurde von 1813 bis 1816 ein Militärspital im Schloss eingerichtet, wobei das Bauwerk etlichen Schaden nahm. Der Fasangarten bei Neuschloß wurde in den 1820er Jahren aufgehoben.
Im Jahre 1844 umfasste die Allodialherrschaft Neuschloß eine Nutzfläche von 5444 Joch 1242 Quadratklafter. Auf ihrem Territorium lebten 2609 Personen, darunter drei jüdische Familien. Die Haupterwerbsquelle bildeten der Hopfen- und Getreidebau sowie der Obstbau. Die Herrschaft umfasste die Dörfer Neuschloß (Nový Hrad), Imling, Opotschna, Semich (Zeměchy), Lippenz (Lipenec), Netluk und Tauchowitz (Touchovice) sowie 34 Häuser von Hřiwitz einschließlich Babylon (Babylón), zwölf Häuser von Lischan, neun Häuser von Horschan (Hořany) und acht Häuser von Horka (Dolejší Hůrky). Das Dorf Netluk war vom übrigen Herrschaftsgebiet durch das zur Herrschaft Zitolib gehörige Dorf Konotop (Konětopy) abgetrennt. Der Herrschaft gehörten fünf Meierhöfe mit Schäfereien, von denen nur der Hof Neuschloß einschließlich eines mit 1800 Bäumen besetzten Obstgartens selbst bewirtschaftet wurde. Die Höfe Netluk. Lippenz, Tauchowitz und Hřiwitz waren verpachtet. Der Waldbesitz bestand aus den beiden Wäldern Kuchinka (203 Joch 121 Quadratklafter) oberhalb von Hřiwitz und Klutzen hinter Netluk (680 Joch), die als ein Revier bewirtschaftet wurden. Bei Semich wurden ein Sandsteinbruch betrieben. Über das Herrschaftsgebiet verlief die Sprachgrenze. Imling, Semisch, Opotschna, Tauchowitz und Netluk waren tschechischsprachig, Lischan, Horka und Horschan deutschsprachig und Lippenz gemischtsprachig. Die Herrschaft Neuschloß übte zugleich die politische und ökonomische Verwaltung sowie Rechtspflege für das der Domdechantei Leitmeritz gehörige landtäfliche Gut Hřiwitz aus.
Zwischen 1851 und 1870 war im Schloss eine Garnison der k.k. Kavallerie stationiert. Nach deren Abzug war das Schloss so schadhaft, dass auch die herrschaftliche Verwaltung das Gebäude räumte und nach Postelberg zog. Neuschloss wurde nur noch als Wirtschaftshof genutzt. Bis zur Enteignung 1947 im Zuge der Lex Schwarzenberg befand sich das Schloss im Besitz der Familie Schwarzenberg.
1949 ging das Schloss an eine Landwirtschaftliche Produktionsgenossenschaft über. Nachfolgend verschwanden sämtliche noch vorhandenen Einrichtungsgegenstände und die Schlosskapelle sowie die Repräsentationsräume wurden verwüstet. Die Genossenschaft unterließ dringend erforderliche Baumaßnahmen, stattdessen erfolgten bis 1986 immer wieder unfachmännische Flickarbeiten, die zu weiteren Schäden an der Bausubstanz führten. 1994 ging das Schloss an die Bezirksverwaltung Louny über. Nach deren Auflösung befindet es sich seit 2001 in der Rechtsträgerschaft des Ústecký kraj und unter der Leitung des Regionalmuseums Louny begann eine Generalrekonstruktion um das Schloss einer touristischen Nutzung zuzuführen und einen Ort für kulturelle und gesellschaftliche Veranstaltungen zu schaffen. Zwischen 2006 und 2007 erfolgte die Sanierung und Restaurierung des Ostflügels. Im August 2008 wurden Teile des Schlosses erstmals öffentlich zugänglich. Im Schloss wurde eine Ausstellung von Wirtschaftsutensilien eingerichtet. Mit Beginn des Jahres 2012 wurde das Schloss aus der Verwaltung des Regionalmuseums ausgegliedert und als Einrichtung des Ústecký kraj geführt.

## Bauwerk
Die Schlossanlage umfasst einen Gebäudekomplex mit drei Innenhöfen. Die ältesten Teile bilden die Nord- und Ostseite der Befestigungsanlage. Der am Eingang zum dritten Innenhof befindliche spätgotische Turm bildet die Dominante des Schlosses. Rechtsseitig des Turmes sind Reste des Palas der alten Feste erhalten. An der Ostseite befindet sich der spätgotische Palas der Burg. Südlich davon erfolgte zwischen 1681 und 1682 der Anbau der Schlosskapelle mit polygonalem Abschluss. Am Eingangstor befindet sich seit 1767 das Wappen der Schwarzenberger.